# Söder 67

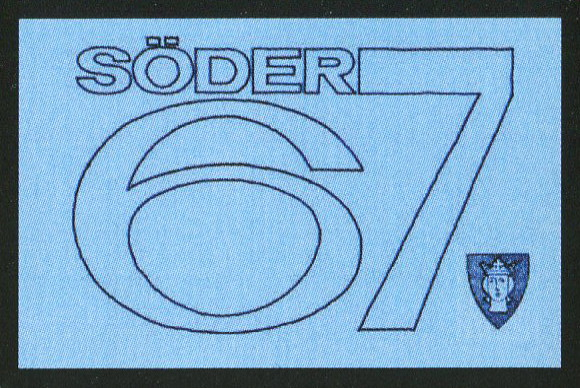
Emblem för stadsplaneprogrammet "Söder 67".

Söder 67 var ett översiktligt stadsplaneprogram för Södermalm i Stockholm, framlagt av Generalplaneberedningens expertutskott 1967.

## Bakgrund
Planeringen för nygestaltningen av Stockholm under 1950- och 1960-talen, berörde inte bara Nedre Norrmalm och delar av Östermalm utan även Södermalm. Ombyggnaden av Nedre Norrmalm blev känd under namnet Norrmalmsregleringen och riktlinjerna för det drogs upp i 1962 års cityplan och City 67. För Södermalm framlades ett liknande program som kallades Söder 67. Södermalms bostads- och industribebyggelse ansågs saneringsmogen och på sikt räknade man med att alla gamla arbetarbostadshus skulle rivas och ersättas av en enhetlig bebyggelse kring rektangulära kvarter och öppna gårdar. På gamla industritomter och spårområden skulle bostäder och affärshus uppföras.

## Planerad omdaning av Hornsgatan och Mariaberget

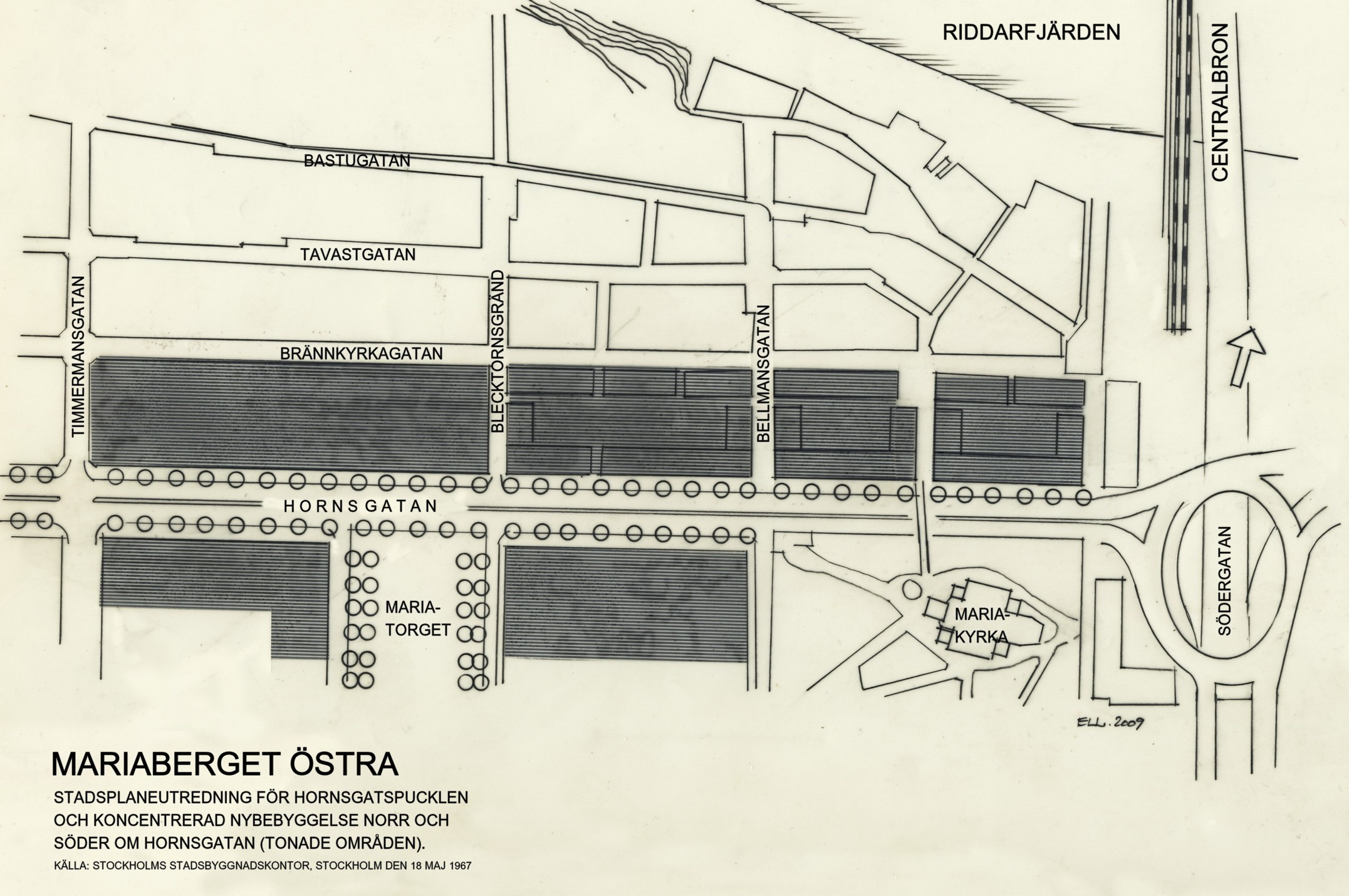
Stockholms stadsbyggnadskontors utredningsförslag för Hornsgatan och Mariaberget av den 18 maj 1967 (tonade kvarter berördes av rivning).

Det mest radikala ingreppen i Södermalms stadsbild gällde Hornsgatan och Mariaberget östra. Hornsgatan skulle bli betydligt bredare och byggas ut till en trädplanterad allé med ny enhetlig bebyggelse på båda sidor om gatan från Södermalmstorg i öster till Ringvägen i väster. Hornsgatspuckeln skulle grävas bort och Hornsgatan skulle bli till en huvudtrafikled i öst-västlig riktning som via en stor planskild rondell skulle ansluta till den nord-syd gående Södergatan. En större planskild korsning var tänkt att anläggas direkt öster om Maria kyrka. Södergatan hade börjat anläggas redan på 1930-talet och utgjorde under många decennier ett djupt dike genom norra delen av Södermalm.
I kvarteret Överkikaren vid Södermalmstorg skulle fyra av Söders äldsta stenhus från 1600-talet rivas och ersättas med en ny stadsteater. På Mariaberget skulle den historiska bebyggelsen mellan Hornsgatan och Brännkyrkagatan rivas helt för att ge plats tillåt ett tiotal stora bostadskomplex, samtidigt skulle Brännkyrkagatan och Bellmansgatan breddas, som en stadsplaneutredning av Stockholms stadsbyggnadskontor av den 18 maj 1967 illustrerade. I Söder 67 hade man backat något från denna idé och lade ut hela Mariaberget som ett kulturreservat, i övrigt var planerna dock oförändrade.

## Planerad omdaning av Götgatan
Även Götgatans bebyggelse från Medborgarplatsen och norrut berördes av utredningen Söder 67, där man föreslog rivning av flera gamla kvarter. 1970 fanns långt gångna planer att göra delen till gågata och bebygga området i öster med bostadshus och i väster med höga kontors- och varuhus samt butikslängor liknande Sergelgatan. En stark folkopinion satte sig emot planerna som då inte kunde genomföras.

## Protester

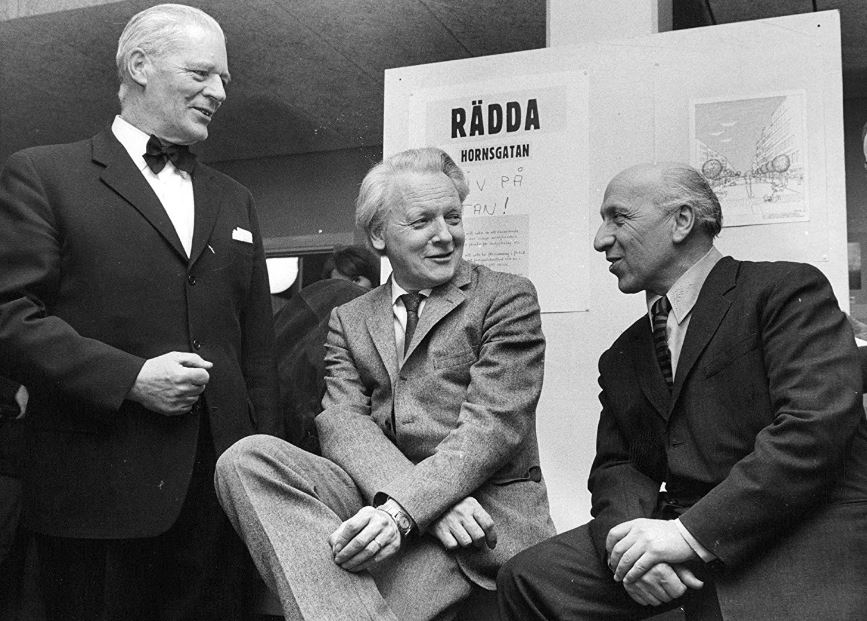
"Rädda Hornsgatan", från vänster: Charles Carlberg, författare Per Anders Fogelström, arkitekt Georg Varhelyi.

Mot Söder 67 protesterade inte bara kulturetablissemanget med Per Anders Fogelström och arkitekt Georg Varhelyi i spetsen utan även från själva Generalplaneberedningen kom kritik; Yngve Larsson - tidigare hårt engagerad i och initiativtagare till Norrmalmsregleringen - menade att:
| ” | Den föreslagna regleringen av Hornsgatan till en esplanad av nära nog samma bredd som Klarabergsgatan - från 24 meter till 34 meter - är enligt vår mening ur trafiksynpunkt föga angelägen och därjämte olycklig ur allmän miljösynpunkt och med hänsyn till detaljhandelns intressen. | „ |

## Följder
Söder 67 blev aldrig genomförd. Bebyggelsen på Mariaberget sanerades varsamt på 1970-talet, och Södergatan däckades över och blev till Söderledstunneln som öppnades för trafik i oktober 1984. På tunneln uppfördes nya bostadshus med traditionella kvartersformer som anslöt till den äldre bebyggelsen. I den idag gällande stadsplanen (Pl 7508, laga kraft 19 december 1977) för Mariaberget framgår ett stort antal k-märkta kvarter för bostäder, småindustri och kommersiella lokaler. I planen finns även Monteliusvägen inlagd samt ett ännu outnyttjat reservat för en gångbro från Maria trappgränd över Hornsgatan. Gångbron skulle ersätta den i tidigare områdesplaner redovisade viadukten som skulle spänna över Hornsgatan i höjd med Bellmangatan.

### Katarinabergsutredningen
I anslutning till det översiktliga planprogrammet för Södermalm, Söder -67, genomförde Stockholms kommunala förvaltningar 1972 den så kallade Katarinabergsutredningen (kort K 72). I den jämställdes 1700-talets trähus med byggnadsminnen. Man kom fram till att den bevarade historiska bebyggelsen utgör "unika dokument över de fattigare folkgruppernas bostadsförhållanden alltsedan 1700-talets första hälft och har därigenom ett framträdande kulturhistoriskt värde". De efterföljande stadsplanerna har givit dem beteckningar (Q) som anger kulturhistoriskt reservat med fortsatt bostadsanvändning. Därmed var hotet om rivning och nybyggnad på dessa fastigheter avvärjt, och trähusens fortsatta existens blev tryggad.

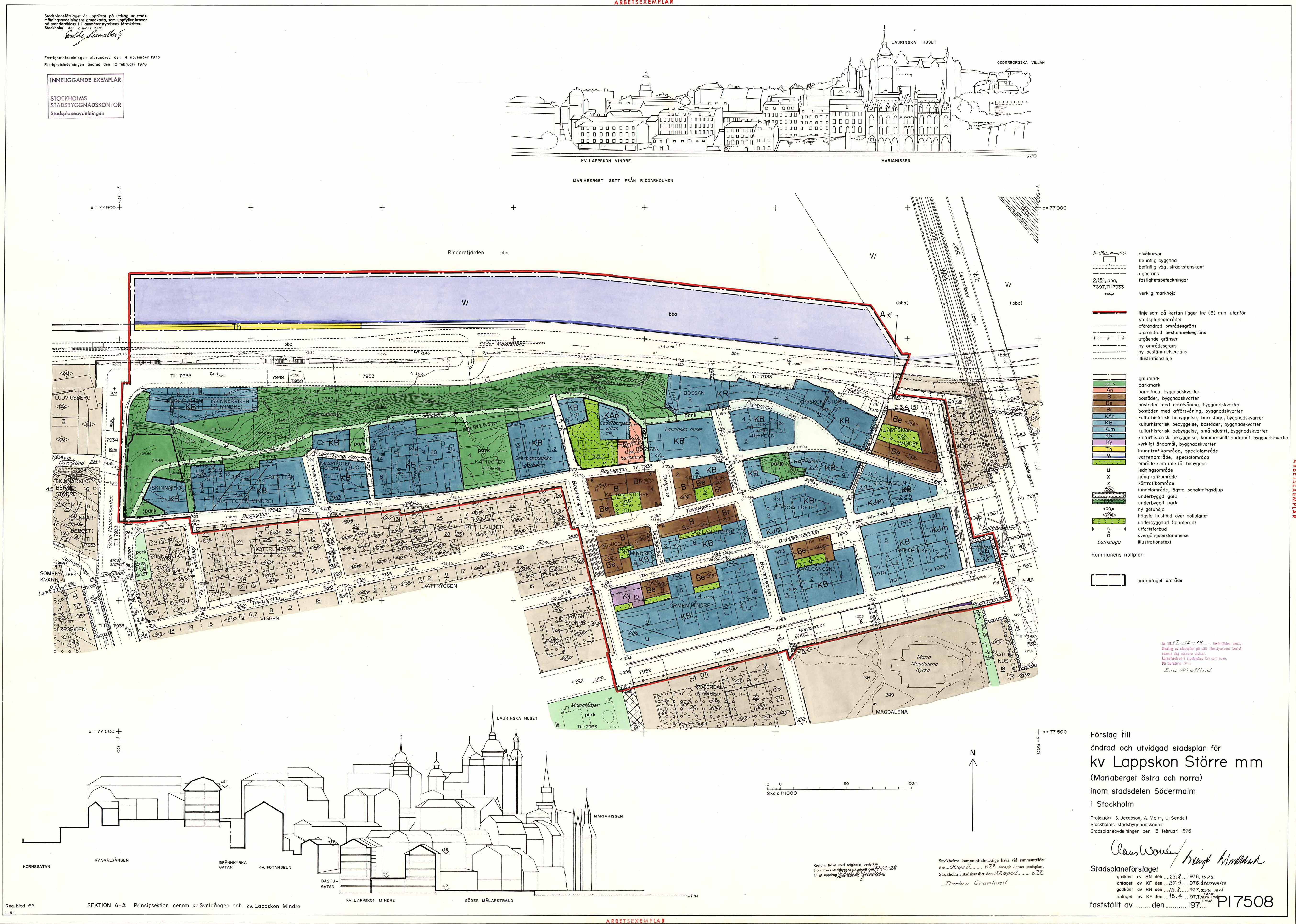
Gällande stadsplan för Mariaberget, Pl 7508, laga kraft: 1977-12-19.